# Пам'ятки України: національна спадщина
«Пам'ятки України: національна спадщина» — український науково-популярний ілюстрований журнал, зареєстрований 6 жовтня 2017 року. Свідоцтво про реєстрацію КВ 22940-12840Р.

## Історія
Колектив журналу продовжує традиції започаткованого в 1969 р. за ініціативою П. Тронька інформаційно-методичного бюлетеня «Пам'ятники України» Українського товариства охорони пам'ятників історії та культури. При реформуванні видання «Пам'ятки України: історія та культура» в 2017 році наукові установи, які раніше були його співзасновниками та заступник головного редактора Дмитро Чобіт, разом з більшою частиною трудового колективу, створили оновлене видання «Пам'ятки України: національна спадщина». До складу редколегії оновленого видання увійшли колишні головні редактори журналу «Пам'ятки України: історія та культура» — Віктор Вечерський та Ігор Гирич, головний редактор видання «Пам'ятки України. Науковий альманах» Олександр Неживий, члени редколегії та дописувачі журналу попередніх років.

## Проблематика
Журнал висвітлює питання культурної спадщини України, проблеми пам'яткознавства, сприяє патріотичному вихованню молоді.

## Головні редактори
- 2017—2020 — Чобіт Дмитро Васильович
- 2021 — Гирич Ігор Борисович (в.о.)

## Засновники журналу
- Українське товариство охорони пам'яток історії та культури,
- Український фонд культури,
- Центр пам'яткознавства Національної академії наук України і Українського товариства охорони пам'яток історії та культури,
- Видавництво «Просвіта»,
- Національна спілка краєзнавців України,
- Львівський історичний музей,
- Інститут історії України Національної академії наук України,
- Інститут української мови Національної академії наук України,
- Інститут археології Національної академії наук України.